# Sedum palmeri
Espèce
Classification phylogénétique
Sedum palmeri (syn. Sedum compressum), aussi appelé orpin de Palmer, est une espèce de plante succulente appartenant au genre Sedum. Elle est originaire des montagnes du Mexique.
Elle est utilisée en horticulture pour garnir les potées, les rocailles et les bordures de jardin.

## Description

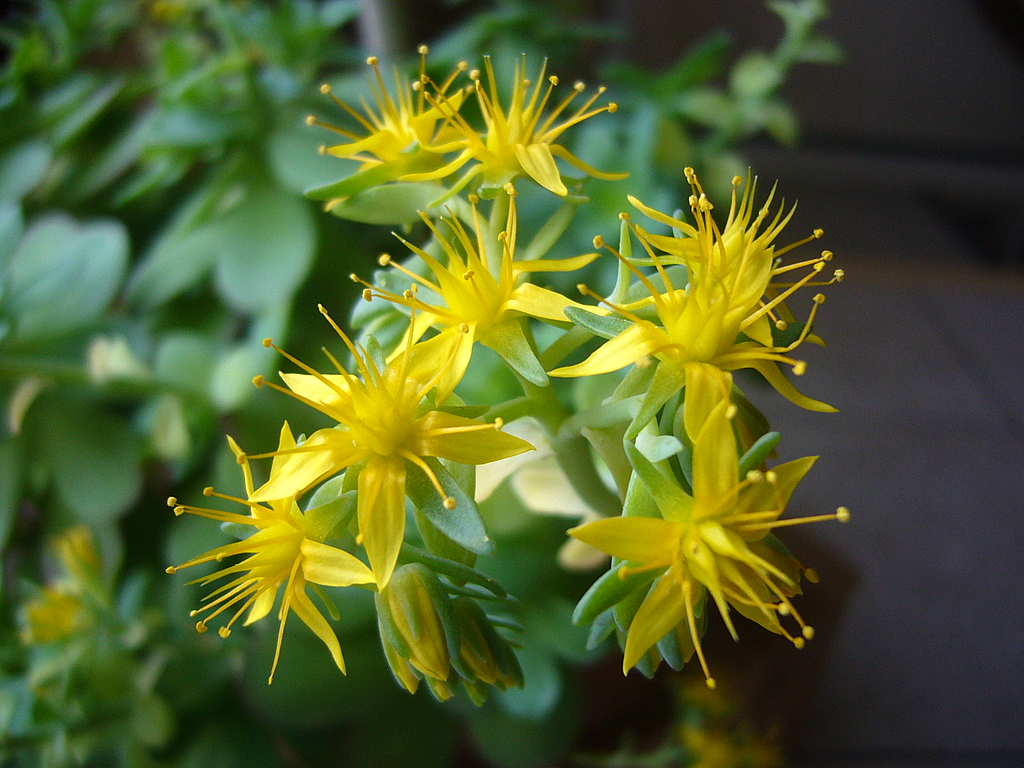
Fleurs de Sedum palmeri

Sedum palmeri a un port arbustif, rampant ou retombant selon la culture et l'exposition. Elle peut mesurer jusqu'à 20 cm de haut et ressembler à un Aeonium.
La plante forme de petites rosettes de feuilles sessiles bleu-vert, rouge en cas de chaleur ou de gel, de 5 à 8 cm de diamètre, portées par des tiges ramifiées d'une vingtaine de centimètres.
Elle donne de nombreuses fleurs jaune d'environ 2 cm de diamètre portées par une cyme multipare et caractérisées par 5 sépales et 5 pétales pointus autour de nombreuses étamines plus longues que ceux-ci. Sa floraison précoce au printemps (plus tôt si les plantes ont été rentrées au chaud) en fait une plante mellifère intéressante.

## Culture
L'espèce est rustique (Zone USDA 8, jusqu'à -10 °C mais dans un sol très drainant). Elle a une croissance très rapide et apprécie le plein soleil.
Le bouturage est très facile (tige seule ou rosette avec au moins 1 cm de tige). Un fragment bouturé en été fleurit dès le milieu de l'hiver suivant.
Peut être tuteuré et taillé pour en faire une sorte de bonsaï en quelques années.